# Gustaf Svenson
Anders Gustaf Svenson, född 29 oktober 1852 i Eksjö landsförsamling, Jönköpings län, död 14 januari 1933 i Eksjö landsförsamling, Jönköpings län, var en svensk präst.

## Biografi
Gustaf Svenson föddes 1852 i Eksjö landsförsamling. Han blev 1875 student vid Uppsala universitet och avlade 1884 teologie kandidatexamen. Svenson prästvigdes 1884 och var från 1885 till 1894 lärare i kristendom och filosofie vid Palmgrenska samskolan i Stockholm, samt från 1886 till 1894 lärare i kristendom vid Lyceum för flickor och vid Wallinska flickskolan i Stockholm. Han var 1886 till 1890 var han även predikant vid Borgerskapets gubbhus i Stockholm och från 1890 till 1895 predikant vid Serafimerlasarettet och från 1894 till 1895 predikant vid Stockholms hospital. Svenson blev 1894 kyrkoherde i S:t Laurentii församling, Söderköping och var även från 1896 inspektor för Söderköpings allmänna läroverk. Han blev 1897 kontraktsprost i Hammarkinds kontrakt och 1901 blev han kyrkoherde i Eksjö stadsförsamling.